# Sticky My Fingers… Fleet My Feet
Sticky My Fingers... Fleet My Feet ist ein US-amerikanischer Kurzfilm des Regisseurs John D. Hancock von 1970. Der Film wurde 1971 für den Oscar nominiert.

## Handlung
Der Film handelt von Geschäftsleuten in den besten Jahren, die sich zum American-Football-Spielen im Central Park treffen. Ein Teenager schlägt sie beim Spielen. Die von ihrer Jugendlichkeit überzeugten Männer müssen ihr Altern anerkennen.

## Hintergrund
Der Film basiert auf der im Magazin New Yorker veröffentlichten gleichnamigen Kurzgeschichte von Gene Williams. Finanziert wurde der Kurzfilm mit einem Zuschuss des American Film Institute. Ursprünglich hatte Hancock die Idee eine Allegorie zum Vietnamkrieg zu drehen, bei der Kinder Libellen töten sollten. Das AFI lehnte diese Idee allerdings ab.
Der Kurzfilm wurde einem größeren Publikum bekannt, als er von CBS in der Halbzeitpause eines Football-Spiels zu Thanksgiving ausgestrahlt wurde.
Der Kurzfilm war Hancocks Erstlingswerk. Er war zuvor als Theaterregisseur erfolgreich gewesen. Sticky My Fingers... Fleet My Feet war der Beginn von seiner Karriere als Filmregisseur.

## Rezeption
In der New York Times wurde der Kurzfilm von Nora Sayre als „delightful“ bezeichnet.
Sticky my Fingers wurde als nichtanimierter Kurzfilm 1970 bei der 43. Oscarvergabe nominiert. Er musste sich aber letztendlich The Resurrection of Broncho Billy geschlagen geben.